# Stélvia Pascoal
Stélvia de Jesus Pascoal (* 20. Oktober 2002 in Luanda, Angola) ist eine angolanische Handballspielerin, die für die angolanische Nationalmannschaft aufläuft.

## Karriere

### Im Verein
Pascoal spielte beim angolanischen Verein Atlético Petróleos de Luanda. Im September 2022 schloss sich die Rückraumspielerin dem französischen Erstligisten Metz Handball an. Dort kompensierte sie den verletzungsbedingten Ausfall von Ćamila Mičijević und wurde hauptsächlich in der Abwehr eingesetzt. Mit Metz gewann sie 2023 sowohl die französische Meisterschaft als auch den französischen Pokal. Anschließend wechselte sie zu Saint-Amand Handball.
Pascoal wird ab der Saison 2025/26 beim rumänischen Erstligisten Rapid Bukarest unter Vertrag stehen.

### In Auswahlmannschaften
Pascoal gewann mit der angolanischen Nationalmannschaft bei der Afrikameisterschaft 2021 die Goldmedaille. Im selben Jahr nahm sie an den Olympischen Spielen teil und belegte beim Handballturnier den zehnten Platz. Ebenfalls im Jahr 2021 folgte eine Teilnahme an der Weltmeisterschaft, bei der Pascoal 17 Treffer erzielte. Im Jahr 2022 verteidigte sie mit Angola den Titel bei der Afrikameisterschaft. Bei der Weltmeisterschaft 2023, die Angola auf dem 15. Platz beendete, warf Pascoal 15 Tore. Im Jahr 2024 nahm sie zum zweiten Mal an den Olympischen Spielen teil.